# Sibylle von Schieszl
Sibylle von Schieszl, eigentlich Sibylle Schieszl von Buda, (*  1918 in Dresden als Sibylle Schieck; † 2010 in Torekov) war eine deutsche Physikerin und Managerin in der Automobilindustrie.

## Leben
Sie wurde 1918 als Tochter von Martha und Walther Schieck, dem späteren sächsischen Ministerpräsidenten, in Dresden geboren. 1937 leistete sie den Reichsarbeitsdienst für die weibliche Jugend ab; 1938 war sie Mitglied der Deutschen Arbeitsfront sowie 1940/41 Mitglied im NSDStB. Von 1940 bis 1943 studierte sie Technische Physik an der TH Dresden und arbeitete anschließend am Physikalischen Institut. Schiecks Diplomarbeit von 1943, in der sie die optischen Eigenschaften eines Materials bei Anlegen eines elektrischen Feldes untersuchte, trug den Titel Über den Kerr-Effekt an Gasen und Dämpfen bis zu 6 at Druck. 1944 heiratete sie ihren Kommilitonen Karl Theodor Schieszl von Buda und brachte 1945 eine gemeinsame Tochter zur Welt.
Trotz der Kriegsgefangenschaft ihres Mannes bis 1949 gelang es ihr, als alleinerziehende Mutter 1948 zum Dr.-Ing. zu promovieren. 1950 wechselte sie als Oberassistentin zum Institut für Elektrochemie und Physikalische Chemie. 1952 flüchtete sie mit ihrer Familie nach West-Berlin, nachdem sie Studenten vor einer möglichen Verhaftung gewarnt hatten. Sie zog nach Mannheim um, um im Zentrallabor der US Army zu arbeiten.
1956 begann sie ihre Laufbahn bei der Volkswagen AG in Wolfsburg und leitete dort das Labor für Anorganische Chemie. 1966 baute sie die Abteilung Zentrale Schadensermittlung auf, deren Leitung sie 1970 übernahm. 1972 wurde sie zur Hauptabteilungsleiterin Qualitätsförderung ernannt und war damit die erste Frau in einer leitenden Funktion bei der Volkswagen AG. Sie engagierte sich bis zu ihrer Pension 1979 für ein aktives Qualitätsmanagement und machte sich damit in der gesamten Automobilbranche einen Namen. 1990 zog sie zu ihrer Tochter nach Schweden, wo sie 2010 verstarb.
Neben ihrer Berufstätigkeit engagierte sie sich seit 1963 im Soroptimist International Club Wolfsburg, deren Gründungsmitglied sie war. 2015 wurde ihr für ihr vorbildliches Lebenswerk ein Frauenort im phæno in Wolfsburg gewidmet.